# Коровкинці
Коро́вкинці (рос. Коровкинцы) — присілок в Красногорському районі Удмуртії, Росія.

## Населення
Населення — 34 особи (2010; 70 в 2002).
Національний склад станом на 2002 рік:
- росіяни — 79 %